# 雲ながるる果てに 戦歿飛行予備学生の手記
『雲ながるる果てに 戦歿飛行予備学生の手記』（くもながるるはてに せんぼつひこうよびがくせいのしゅき）は、大学・高専を卒業若しくは在学中の1943年（昭和18年）9月に第13期海軍飛行専修予備学生として三重または土浦の両海軍航空隊に入隊して散華した神風特別攻撃隊の青年たちを中心とする遺稿集である。

## 概要
本書の発行は1952年。版元は、後に出版協同社（「世界の艦船」発行元の海人社の関係企業、戦記物の単行本を出版）の社長となる福林正之が当時経営していた日本出版協同株式会社。本書は、社団法人白鴎遺族会 によって編集され、刊行に向けて、第13期を中心に各期の海軍戦歿飛行専修予備学生の遺族・関係者から450通余りの遺書、遺詠、遺文が集められた。緒方徹、神島利則、緒方襄、植島幸次郎、西田高光、植村真久、小島博らの遺稿60数編 が収録されている。
白鴎遺族会の杉暁夫初代理事長による「序」では、学徒兵の手記集の先駆けとなった「きけ わだつみのこえ」と同名映画とは立場を異にすることが表明されていた。西田高光の鹿屋基地からの出撃を見送ったという当時、海軍報道班員で作家の山岡荘八に対する謝意 が付加されている。

## 映画作品
本書をもとに、1953年、八木保太郎、家城巳代治、直居欽哉が脚色、家城巳代治が監督、重宗プロ＝新世紀映画製作、松竹配給の映画『雲ながるる果てに』が製作された。

## 新版刊行
- 『雲ながるる果てに　戦没海軍飛行予備学生の手記』、河出文庫、1985年7月。副題に「海軍」が付加
- 『雲ながるる果てに　戦没海軍飛行予備学生の手記』、白鴎遺族会編、河出書房新社、1995年6月。新たな手記・写真を加えた増補版
- 『雲ながるる果てに　戦没飛行予備学生の手記』、日本図書センター〈「戦争と平和」市民の記録〉、1992年。初版の復刻

レコード
- 『雲ながるる果てに 軍歌でつづる血涙の手記』社団法人白鴎遺族会編遺稿集「雲ながるる果てに」より

（1975年、発売元・ビクター音楽産業） 、南原宏治朗読